# Distretto di Arbulag
Il distretto di Arbulag è uno dei ventitré distretti (sum) in cui è suddivisa la provincia del Hôvsgôl, in Mongolia. Conta una popolazione di 3.989 abitanti (censimento 2009).